# Kremastós
Kremastós, en grec moderne : Κρεμαστός, est un village du dème de Kými-Alivéri, sur l'île d'Eubée, en Grèce.
Selon le recensement de 2011, la population de Kremastós compte 153 habitants. 